# Feuilleea vismiaefolia
Feuilleea vismiaefolia là một loài thực vật có hoa trong họ Cucurbitaceae. Loài này được (Poepp.) Kuntze mô tả khoa học đầu tiên năm 1891.